# Bárður á Steig Nielsen
Bárður á Steig Nielsen (16. april 1972 i Vestmanna) er en færøsk forretningsmand og politiker (SB). Han er Sambandsflokkurins formand siden 24. oktober 2015, efter at have været næstformand i 7 måneder fra 14. marts 2015. Han var Færøernes lagmand fra 2019 til 2022.

## Uddannelse og erhvervskarriere
Nielsen har første del af en bedriftsøkonomisk diplomeksamen (HD) fra Handelshøjskolen i Århus samt diverse merkonomfag fra Føroya Handilsskúli.
Han begyndte sin erhvervskarriere som medarbejder i revisionsfirma Rasmussen og Weihe i Tórshavn 1993–2000, derefter blev han regnskabschef ved fiskemodtaget Kollafjord Pelagic i Kollafjørður 2001–2004, daglig leder i boligbyggeprojektet SMI Stóratjørn i Tórshavn 2007–2009 og daglig leder ved et maskinværksted i Hoyvík 2009–2010. Fra 2010 er han finansdirektør i teleselskabet Vodafone Føroyar i Tórshavn. Nielsen har været bestyrelsesmedlem ved Vágar Lufthavn, et fryselager i Kollafjørður og en række handelsvirksomheder i Tórshavn.

## Politisk karriere
Nielsen blev valgt til Lagtinget fra Norðurstreymoy 2002–2008. Han sad som medlem af Lagtingets retsudvalg 2002–2004 og finansminister i Jóannes Eidesgaards første regering 2004–2007. Olav Enomoto mødte som suppleant i Lagtinget. På dette tidspunkt var Nielsen blevet en af Sambandsflokkurins mest centrale politikere, men han forlod posten som finansminister, fordi han fik tilbudt en høj stilling i et projekt, der kaldtes Stóra Tjørn, hvor det var meningen at bygge lejligheder, sportshaller og forskelligt andet, det var islændinge med færingen Jákup á Dul i spidsen, som stod for projektet, men finanskrisen standsede planerne. Forhenværende politiker fra Javnaðarflokkurin, Frank Davidsen, har udtalt i et læserbrev, at Færøernes politiske historie ændrede sig markant, da Bárður Nielsen valgte at forlade færøsk politik fra 2007 indtil han blev genvalgt i 2011. Davidsen mente, at det sandsynligvis ville have være Bárður Nielsen og ikke Kaj Leo Johannesen, der havde været Færøernes lagmand fra 2008, hvis ikke han i 2007 valgte at forlade den politiske arena på Færøerne. 2011-15 var Nielsen formand for Lagtingets finansudvalg og medlem af Lagtingets udlandsudvalg. I marts 2015 blev han valgt til næstformand for Sambandsflokkurin. Ved lagtingsvalget 2015 blev han genvalgt og knap to måneder senere, den 24. oktober 2015 blev han valgt til Sambandsflokkurins partileder.
Ved lagtingsvalget den 31. august 2019 blev han genvalgt til lagtinget med 1218 personlige stemmer. Hans parti Sambandsflokkurin dannede regering med Fólkaflokkurin og Miðflokkurin, og Bárður á Steig Nielsen blev valgt til lagmand.

## Familie og privatliv
Bárður á Steig Nielsen er søn af Gunnvá Winther og Bogi á Steig. Han er bosiddende i Vestmanna, gift med Rakul Nielsen, født Lamhauge, og har fire døtre. Farens efternavn og Bárður á Steig Nielsens mellemnavn á Steig, er opkaldt efter et sted i bygden Sandavágur på Vágar, hvor kongsfæstegården Steigargarður lå. Den var 1555-1816 embedsgård for de af kongen udnævnte lagmænd på Færøerne; ejendommen overgik til privateje i 1822.